# Skateboardpodden
Skateboardpodden är ett svenskt poddradioprogram med Denis Sopovic och Mathias Dewoon som passerat 100 000 lyssningar.
Podden, som är fokuserad på livsstilen kring skateboard, har gästats av bland annat Per Holknekt, Greger Hagelin, Ali Boulala, Ingemar Backman, Tony Magnusson, Pierre Wikberg, Ricky Sandström, Magnus Gyllenberg, Madeleine Uggla, Martin Ottosson, John Dahlquist, Hazze Lindgren med flera.

## Bakgrund
Under sommaren 2017 frågade Denis Sopovic om Mathias Dewoon ville vara med och spela in första avsnittet av skateboardpodden. Efter att avsnittet var inspelat bestämde sig Sopovic och Dewoon att fortsätta göra podden tillsammans och ta in nya gäster att intervjua. Fokus skulle vara att hitta gäster som på ett eller annat sätt varit med och bidragit till skapandet av svensk skateboardhistoria. Även om skateboard är huvudfokus har avsnitten haft stort inslag av humor och återkommande frågor om ninjaperioder och skateboardsveriges svar på Woodstock; SM i Partille 1989.